# Вьюгин, Владимир Вячеславович
Владимир Вячеславович Вьюгин (2 декабря 1948 — 15 октября 2024) — советский и российский математик, доктор физико-математических наук, профессор, заведующий лабораторией теории передачи информации и управления Институт проблем передачи информации имени А. А. Харкевича РАН (ИППИ РАН).

## Биография
Старший брат экономиста О. В. Вьюгина. Родился 2 декабря 1948 года. В 1971 году окончил механико-математический факультет МГУ по специальности «Математика».
В 1975 году защитил в МГУ под руководством Владимира Успенского диссертацию «О структуре верхних полурешеток вычислимых нумераций» и получил учёную степень кандидата физико-математических наук.
В 2001 году защитил диссертацию «Применение колмогоровской теории алгоритмической сложности к логическим основам теории вероятностей» и получил учёную степень доктора физико-математических наук.
С 1996 года работал в Институте проблем передачи информации имени А. А. Харкевича РАН (ИППИ РАН). Являлся заведующим лабораторией теории передачи информации и управления № 1 имени М. С. Пинскера ИППИ РАН.
Преподавал в Московском физико-техническом институте. Являлся заместителем заведующего кафедрой проблем передачи информации и анализа данных и имел должность профессора школы прикладной математики и информатики.
Умер 15 октября 2024 года в возрасте 75 лет, после тяжёлой и продолжительной болезни.

## Научная деятельность
Сфера научных интересов: приложения колмогоровской теории алгоритмической сложности к логическим основам теории вероятностей, математические основы машинного обучения и прогнозирования.
Был соавтором в 90 публикациях в ядре РИНЦ. Индекс Хирша по ядру РИНЦ — 7.
Также был членом редакционного совета журнала Information and Computation.